# Rosa Tamarkina
Rosa Tamarkina (23 de março de 1920 – 5 de agosto de 1950) foi uma pianista soviética, premiada com o segundo prémio do Concurso Internacional de Piano Frédéric Chopin em 1937.

## Biografia
Tamarkina nasceu numa família judaica em Kiev e começou a aprender piano quando era muito jovem. A mãe dela tinha ouvido musical, mas não tocava. Rosa era a menina mais nova da família e desde tenra idade mostrou impressionantes habilidades musicais. Aos 5 anos, matriculou-se na secção infantil do Conservatório de Kiev, onde, durante cinco anos (1928-1932), a sua professora foi Nadezhda Markovna Goldenberg.
Entre 1932 e 1935 foi estudante na secção especial infantil do Conservatório de Moscovo. Completou o curso superior no Conservatório em 1940, como licenciada na aula de piano de Alexander Goldenweiser. Continuou os seus estudos com a Goldenweiser e mais tarde (1943-1945) com Konstantin Igumnov.
Amarkina começou a aparecer em público aos 13 anos, tendo ouvintes e críticos sido surpreendidos com a maturidade do seu desempenho, temperamento e virtuosismo. A partir de 1933, desenvolveu a sua carreira como concertista na Rússia. As suas primeiras gravações foram lançadas em 1935: Rigoletto Paraphrase de Liszt e Rapsódia Húngara n.º 10. O seu início bem-sucedido foi observado em Pravda: "... o trabalho da pianista Rosa Tamarkina, aluna do Professor Goldenweiser, deixa uma impressão absolutamente inesquecível. A Rapsódia Nº 10 na sua performance é um evento musical... "Independentemente de ter interpretado Bach, Mozart, Beethoven, Tchaikovsky, Scriabin, Rachmaninoff ou especialmente Chopin, a sua compreensão da obra era adequada, cheia de nobre simplicidade, charme e poesia natural.
Em dezembro de 1936, Tamarkina tornou-se a vencedora do Segundo Concurso de Músicos da União Soviética. Foi selecionada como a mais jovem membro da equipa soviética a competir no Terceiro Concurso Internacional de Piano Federico Chopin, 8 realizada em Varsóvia de 21 de fevereiro a 12 de março de 1937. Tamarkina participou no Concurso Internacional de Piano Frédéric Chopin  aos 16 anos. Mesmo depois da Primeira Fase ficou claro que ela estava na corrida para um prémio. Por fim, o júri, composto por pianistas de renome como Emil von Sauer, Wilhelm Backhaus, Heinrich Neuhaus, Józef Turczyński, Józef Omidowicz e Jerzy Ourawlew, atribuiu-lhe o seu segundo prémio.
O professor Piotr Rytel escreveu: "Mais jovem [...] Que a Zak, a Sra. Rosa Tamarkina... quando se trata da sua relação interna com a música, poderia até superar Zak. [...] Dezasseis anos e já tão excelente técnica, complexidade e facilidade." Neuhaus escreveu: "Rosa Tamarkina causou uma sensação real no concurso, não só por causa da sua idade. Apesar da sua tenra idade, é sem dúvida uma pianista perfeitamente madura e perfeitamente consciente. O Backhaus gritou-me: "Isto é maravilhoso."
Em 1946, Tamarkina começou a dar aulas no Conservatório de Moscovo, o que limitou muito o número de aparições em concertos. Em celebração ao centenário da morte de Chopin em outubro de 1949, realizou-se um concerto no Grande Salão do Conservatório de Moscovo, onde Tamarkina interpretou o Concerto de Chopin em Fá menor. Esta foi a sua última aparição na fase antes da sua morte por cancro aos 30 anos, em Moscovo, em 1950.
De 1940 a 1944 Rosa Tamarkina casou-se com o pianista Emil Gilels.
Tamarkina é lembrada hoje pelas suas brilhantes interpretações das obras de Chopin (Fantasia em fá menor, Scherzos em bi bemol menor e dó sustenido menor, Polonaise em fá menor, Sonata n.º 3 em sol maior e Concerto em fá menor), Franz Liszt (Sonata em si menor, Valsa Mefisto, Rapsódia Húngara n.º 10, Rigoletto Concert Paraphrase), Schumann (Fantasia em dó maior) e Rachmaninoff (Concerto para piano n.º 2 em dó menor). Suas numerosas gravações incluem Fantasia e fá menor de Chopin e o Scherzo em fá menor.